# Harriet Taylor Mill
Pour les articles homonymes, voir Mill.

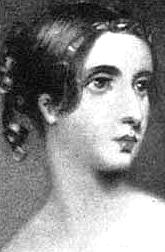
Harriet Taylor.

Harriet Taylor Mill, née Hardy (10 octobre 1807 - 3 novembre 1858), est une philosophe et féministe anglaise. Elle épouse en secondes noces John Stuart Mill, sur les travaux duquel elle eut une importante influence.

## Biographie

### Enfance
Harriet Hardy naît le 10 octobre 1807 à Walworth dans le sud de Londres. Elle est la quatrième enfant d'Harriet Hurst et de Thomas Hardy, un maïeuticien. Son père est issu d'une famille de la gentry du Yorkshire où il avait des terres dont il hérita en 1836. Harriet avait une sœur et cinq frères. Elle se brouilla avec tous, hormis son plus jeune frère. Harriet Hardy fut éduquée à la maison.

### Premier mariage
Le 14 mars 1826, à dix-huit ans, Harriet Hardy épouse John Taylor (1796–1849), de onze ans son aîné. Il est partenaire dans une entreprise pharmaceutique. Ensemble, ils ont trois enfants : Herbert en 1827, Algernon en 1830 et Helen en 1831. Même si la tradition veut qu'elle n'ait épousé John Taylor que pour échapper à sa famille et surtout à son père tyrannique, il est clair qu'une sorte d'affection liait les époux qui restèrent toute leur vie en bons termes et qui entretinrent une relation épistolaire constante, même après leur séparation.
John et Harriet Taylor sont unitariens et par ce biais se rapprochent très vite des radicaux britanniques (l'aile gauche du Parti libéral). Un de leurs proches, le pasteur William Johnson Fox, rédacteur en chef du Monthly Repository (en), un journal engagé et féministe, amène John Stuart Mill à un des dîners de la famille Taylor. Les enfants l'adorent et lui se prend d'adoration pour la maîtresse de maison. Une amitié fondée sur des vues communes concernant la société, l'éducation, la politique et surtout les droits des femmes naît immédiatement. La passion vient juste après. Les amants se voient presque quotidiennement, le mari fermant les yeux sur leur conduite.
Mais la tolérance de John Taylor atteint ses limites en 1833 et Harriet déménage pour Walton-on-Thames avec sa fille Helen Taylor. Son mari reste au domicile conjugal sur Regent Street, avec Herbert et Algernon, et John Stuart Mill chez ses parents. De santé fragile, Harriet reçoit peu et commence à voyager, surtout en Europe du Sud car elle souffre de diverses affections pulmonaires. Durant ces années, Harriet et John échangent des lettres et des essais sur de nombreux sujets. Les textes qui sont parvenus jusqu'à nous montrent qu'Harriet a des idées plus radicales que John Stuart. Elle est attirée par le socialisme et critique les effets dégradants de la dépendance des femmes aux hommes.
En 1849, elle retourne au domicile conjugal pour accompagner son mari atteint d'un cancer du rectum dans les derniers mois de sa vie.

### Second mariage

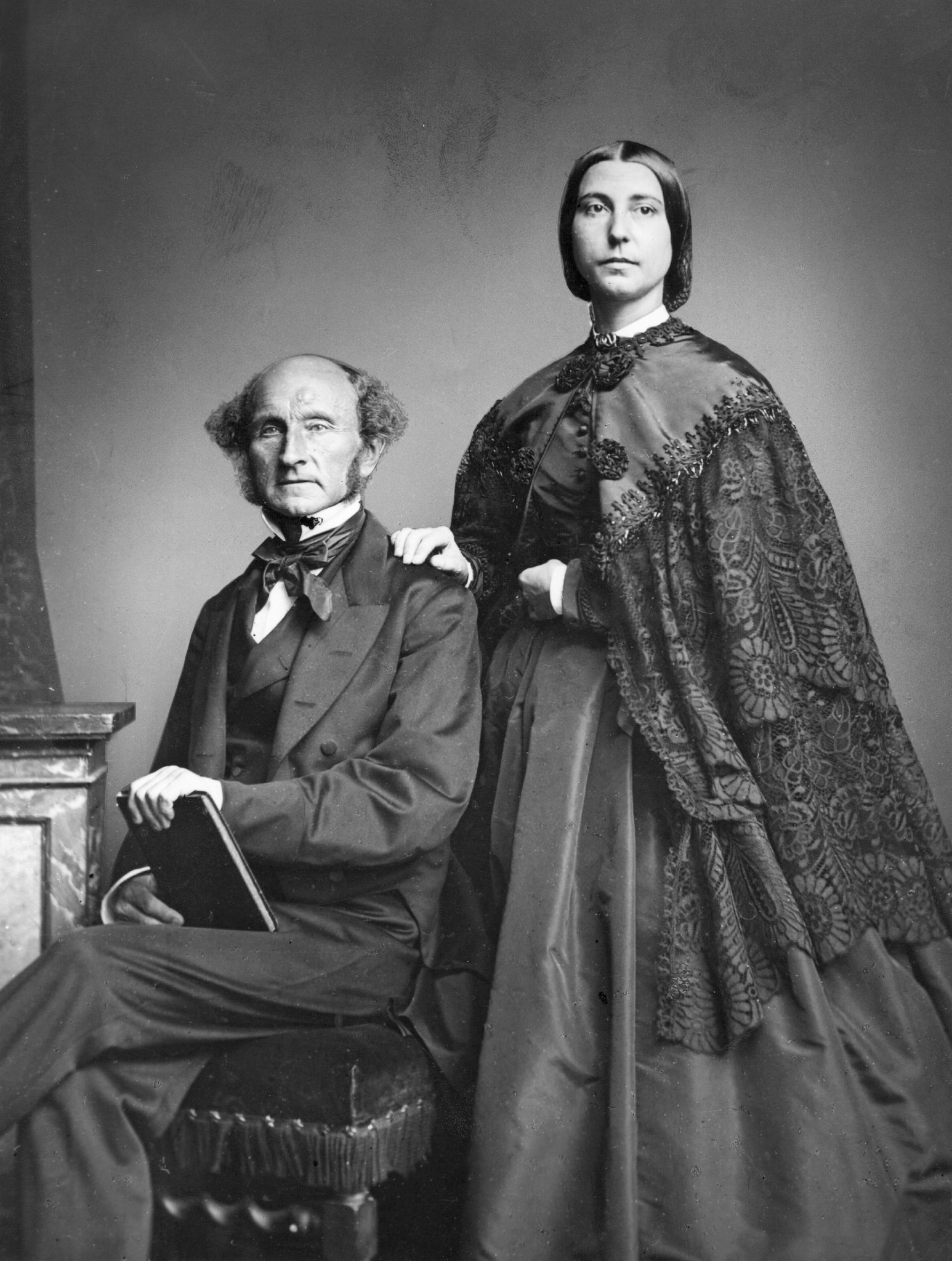
John Stuart Mill et sa belle-fille Helen Taylor.

Harriet épouse John en 1851. Ils vivent, avec Helen Taylor qui s'occupe de sa mère, dans le sud-est de Londres, mais très vite, ils s'installent dans le sud de la France en raison de la santé précaire d'Harriet.
Elle meurt à l'Hôtel d'Europe d'Avignon le 3 novembre 1858, d'une hémorragie pulmonaire, peut-être due à la syphilis.

## Œuvre
Harriet écrivit très peu et parfois ses ouvrages n'étaient pas destinés à la publication. Ainsi, son essai sur le mariage de 1834 n'était destiné qu'à Mill.
Dans son œuvre, on peut lire sa volonté d'établir une égalité définitive entre hommes et femmes, dans l'éducation, dans le mariage et aux yeux de la loi. Pour les critiques, il est évident que les réflexions d'Harriet ont fortement influencé les travaux de John Stuart Mill, notamment son essai The Subjection of Women.
Elle relit et commente ses travaux. Ainsi, les Principles of Political Economy devaient lui être dédiés pour le travail qu'elle y avait accompli (mais son mari, John Taylor s'y opposa). John Stuart Mill déclara qu'elle avait rédigé directement le chapitre « On the probable futurity of the working classes ». Elle poussa aussi Mill à la neutralisation de ses travaux : il remplaça systématiquement « man » ou « he » par « person »  et « men » par « people ». Il proposa également un amendement visant à remplacer « man » par « person » lors du vote du Reform Act de 1867, amendement qui, s'il avait été accepté, aurait donné l'accès au droit de vote aux femmes.
Harriet Taylor est l'auteur de onze articles pour le Monthly Repository. Son essai principal, intitulé « The Enfranchisement of Women » est publié dans la Westminster Review en 1851, même s'il est signé John Stuart Mill. Elle plaide pour que les femmes aient accès aux mêmes emplois que les hommes et pour que femmes et hommes ne vivent plus dans des « sphères séparées ». Elle multiplie ensuite les lettres aux journaux, où elle proteste contre les inégalités sexuelles ou les brutalités conjugales peu punies par les tribunaux.